# عملية قصف رمانة وبالوظة
كانت عملية قصف رمانة وبالوظة عبارة عن عملية قصف نفذتها البحرية المصرية على الساحل الشمالي لسيناء خلال حرب الاستنزاف ليلة 8 نوفمبر 1969. حيث استهدفت المدمرتان دمياط والناصر مواقع إسرائيلية في منطقتي رمانة وبالوظة بنيران مدافعهما مما نتج عنه خسائر مادية في الجانب الإسرائيلي واستطاعت المدمرتان الانسحاب بعد تنفيذ مهمتهما والعودة إلى ميناء الإسكندرية بسلام رغم تعرضهما لاعتراض الطائرات الإسرائيلية.